# قرة بلاغ سفلي
قرة بلاغ سفلي هي قرية في مقاطعة شاهين دج، إيران. عدد سكان هذه القرية هو 51 في سنة 2006.